# Godło Nikaragui

Godło Nikaragui

Godło Nikaragui – powstało na wzór godła Zjednoczonych Prowincji Ameryki Środkowej. Modyfikowane było w latach 1854,1908 i 1971. Obecna wersja pochodzi z 1999 roku.
Trójkąt reprezentuje równość, pięć zielonych wulkanicznych gór w polu błękitnym symbolizuje jedność i przyjaźń pięciu krajów środkowoamerykańskich położonych pomiędzy Oceanem Spokojnym a Morzem Karaibskim. Tęcza nad nimi to symbol pokoju. Czapka frygijska z promieniami to symbol promieniującej wolności.